# Спящий голос
«Спящий голос» (исп. La voz dormida) — кинофильм режиссёра Бенито Самбрано, вышедший на экраны в 2011 году. Экранизация одноимённого романа Дульче Чакон.

## Сюжет
Действие происходит в 1940 году, вскоре после окончания Гражданской войны в Испании. 20-летняя Пепита приезжает из провинции в Мадрид, чтобы быть рядом со своей беременной сестрой Гортензией, находящейся в заключении за участие в антифашистском Сопротивлении. Девушка устраивается служанкой в богатую семью, имеющую связи в правящих кругах. Во время свидания с сестрой Пепита получает задание отнести сведения партизанам-коммунистам, ведущим борьбу в горах недалеко от столицы. Не желая впутываться в политические дела, она всё же отправляется на встречу, где знакомится с молодым подпольщиком Паулино и узнаёт, что муж сестры получил ранение и вскоре прибудет в Мадрид на лечение. Постепенно Пепита погружается в деятельность подпольной группы, чему способствует крепнущее взаимное чувство между ней и Паулино...

## В ролях
- Инма Куэста — Гортензия
- Мария Леон — Пепита
- Марк Клотет — Паулино
- Даниэль Ольгин — Фелипе
- Ана Вагенер — Мерседес
- Сузи Санчес — сестра Серафина
- Берта Охеа — Флоренсия
- Тереза Кало — донья Селия
- Анхела Кремонте — Эльвира
- Хесус Ногеро — дон Фернандо

## Награды и номинации
- 2011 — «Серебряная раковина» лучшей актрисе кинофестиваля в Сан-Себастьяне (Мария Леон).
- 2012 — три премии «Гойя»: лучшая актриса второго плана (Ана Вагенер), лучший женский актёрский дебют (Мария Леон), лучшая оригинальная песня (Кармен Агредано, песня «Nana de la hierbabuena»). Кроме того, лента была номинирована ещё в 6 категориях: лучший фильм, режиссура (Бенито Самбрано), адаптированный сценарий (Игнасио дель Мораль, Бенито Самбрано), актриса (Инма Куэста), мужской актёрский дебют (Марк Клотет), дизайн костюмов (Мария Хосе Иглесиас).
- 2012 — участие в конкурсной программе Картахенского кинофестиваля.